# Tchoupa
Tchoupa (en russe : Чупа, en carélien : Čuuppu) est une commune urbaine du raïon de Louhi de la république de Carélie en Russie.

## Géographie
Tchoupa est dans la baie de Tchoupa de la mer Blanche à 48 kilomètres au nord de Louhi.
La municipalité a une superficie de 50,29 kilomètres carrés.
Elle est bordée à l'ouest par Kiestinki du raïon de Louhi et par Malinavaara dans les autres directions.
La majeure partie de la zone est constituée de forêts et d'eau.
La gare de Tchoupa est sur la voie ferrée de Mourmansk.

## Démographie
Recensements (*) ou estimations de la population
| 1989  | 2002* | 2010  | 2013  |
| ----- | ----- | ----- | ----- |
| 5 214 | 4 061 | 2 924 | 2 647 |

| 2015  | 2017  | 2019  | 2021  |
| ----- | ----- | ----- | ----- |
| 2 513 | 2 324 | 2 203 | 2 150 |